# Willi Schalk

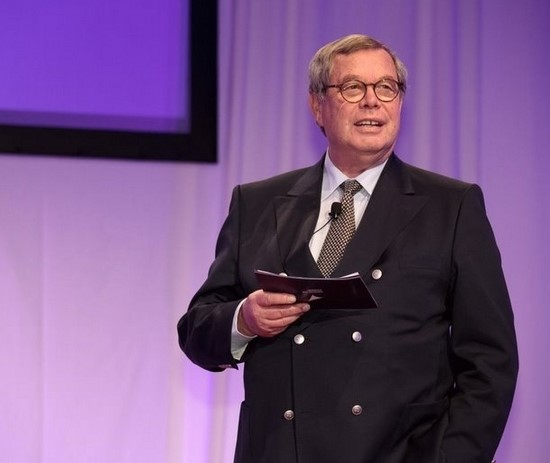
Willi Schalk

Willi Schalk (* 2. März 1940 in Aschaffenburg) ist ein deutscher Manager. Er war langjähriger Manager nationaler und internationaler Werbeagenturen und hatte verschiedene Aufsichtsratspositionen inne.

## Karriere
1956 begann Schalk seine berufliche Laufbahn bei dem Industriekonzern Enka Glanzstoff AG in Wuppertal. Nach der mittleren Reife erwarb er dort eine Ausbildung zum Industriekaufmann und wurde im Jahr 1959 Produktmanager. 1962 heiratete er. Bereits im Alter von 25 Jahren im Jahre 1963 wurde Schalk zum Marketing-Leiter berufen. Ab 1966 trat Schalk in die Werbeindustrie ein. 1967 wurde er Managing Partner der Special Team GmbH in Düsseldorf, nachdem Jürgen Scholz ihn entdeckt hatte. 1969 wurde er zusätzlich Partner und Geschäftsführer der Werbeagentur TEAM. In dieser Funktion leitete er die schrittweise Fusion mit der amerikanischen Agentur BBDO zu Team/BBDO ein. 1975 wurde er Managing Director der Team/BBDO und zeitgleich Chairman/CEO der BBDO-Group Germany. Hier betreute Schalk Aufträge von Marken wie Audi, Bärenmarke und Tchibo.
1978 wechselte Schalk in die Zentrale der börsennotierten BBDO International, Inc. Nach New York. Zunächst als Executive Vice President und General Manager aller BBDO-Niederlassungen außerhalb der USA, ab 1981 dann als President. Im Jahre 1980 hatte Schalk sich bereits eine erhebliche Reputation in der Branche erarbeitet, sodass er Werbung für einen Spirituosenhersteller machte.
1986 initiierte er die Fusion von BBDO, Needham und DDB. Durch diesen Mega-Merger entstand die Omnicom Group, Inc. Die New York Times nannte diesen Schritt den „Big Bang“ der Branche, damals die größte, globale Operation in der Werbeindustrie. Ab 1975 bis 1990 war Schalk Mitglied des Vorstands der Omnicom und ab 1988 auch President und Chief Operating Officer von BBDO Worldwide Inc., die bis dahin in acht Ländern Europas und auch in Asien operierte. Aufgrund dieser internationalen Tätigkeiten erkannte er, welche amerikanischen Trends sich auch bald in Europa abzeichnen werden.
Am 1. April 1990 wechselte Schalk in die Medienbranche. Bis 1993 war Schalk Vorsitzender der Geschäftsführung der M.DuMont Schauberg Verlagsgruppe in Köln. Danach zum 1. November 1993 Mitglied des Vorstands der Axel Springer AG in Berlin und Hamburg. Dafür wurde er persönlich von Günter Prinz gerufen, um das Unternehmen vor dem Bankrott zu retten. Ab 1994 war Schalk persönlicher Berater von Helmut Kohl.
In den Jahren 1994 bis 1996 war Schalk Geschäftsführender Gesellschafter des Beratungsunternehmens TEAM Consulting GmbH in Ratingen.
Von 1997 bis 2000 zog es Schalk wieder in die Werbebranche als Vorstandsvorsitzenden der McCann Erickson Deutschland GmbH.
In den 1990er sowie 2000er Jahren war Schalk Mitglied in verschiedenen Aufsichtsräten, beispielsweise der Kaufhof AG (1990–1996), der Sat.1 GmbH (1990–1994), der Schwarzkopf GmbH (1994–1996) sowie der Coca Cola Erfrischungsgetränke GmbH (1990–1994). Darüber hinaus war er Vorsitzender des Aufsichtsrats der Radio NRW GmbH (1990–1994).
Schalk beriet verschiedene Klienten auf pro bono Basis, wie UNICEF sowie UNESCO.
Schalk war an der Gründung der Wissenschaftlichen Gesellschaft für marktorientierte Unternehmensführung e. V. im Jahr 1981 beteiligt und ist bis heute Mitglied. Schalk ist seit 1986 Mitglied in der International Advertising Association und seit 2001 Mitglied in der Hall of Fame der deutschen Werbung; einer Auszeichnung initiiert von der Zeitschrift Wirtschaftswoche. Schalk ist seit 1986 Mitglied in der International Advertising Association. Von 1991 bis 2012 war Schalk Herausgeber des Jahrbuchs der Werbung im Econ Verlag.
Er gehörte zu den Spendern von Helmut Kohl, die damit die Auswirkung der CDU-Spendenaffäre für die CDU reduzieren wollten.
Im Jahr 2017 regte Schalk eine wissenschaftliche Studie für die Buchpublikation „… Und so geht es weiter – Herkunft und Zukunft der Werbebranche“ der HHL Leipzig Graduate School of Management an, die durch Manfred Kirchgeorg durchgeführt wurde.

## Auszeichnungen
2001 wurde Schalk als Gründungsmitglied in die Hall of Fame der deutschen Werbung berufen.

## Werke (Auswahl)
- Willi Schalk, Helmut Thoma, Peter Strahlendorf: Das Jahrbuch der Werbung 2006, Band 43. 1. Auflage, Econ Verlag, ISBN 978-3-430-15028-6
- Manuel Roj, Willi Schalk, Manfred Kirchgeorg: Medienabgabe - warum und wofür? Zur Legitimation öffentlich-rechtlicher Medien und ihrer Finanzierung im Zeitalter des Internets, Arbeitspapier Nr. 208, Wissenschaftliche Gesellschaft für Marketing und Unternehmensführung, 2011[25]
- Manfred Kirchgeorg, Willi Schalk, Peter Strahlendorf (Hrsg.): Und so geht es weiter: Herkunft und Zukunft der Werbebranche, 1. Auflage, Books on Demand, 2020, ISBN 978-3-7526-9947-0[26]